# Pinto (Spagna)
Pinto è un comune spagnolo di 31 340 abitanti situato nella comunità autonoma di Madrid.